# Georg Albrecht Klebs
Georg Albrecht Klebs (Neidenburg (Oost-Pruisen ), 23 oktober 1857 - Heidelberg, 15 oktober 1918) was een Duits botanicus. Zijn botanische auteursafkorting is G.A. Klebs.
Klebs studeerde in Königsberg naast chemie, botanica en zoölogie ook filosofie en kunstgeschiedenis maar koos uiteindelijk voor de botanica. Hij promoveerde bij Anton de Bary in Straatsburg in 1879. Hij vervolledigde zijn opleiding bij de plantenfysiologen Julius Sachs in Würzburg en Wilhelm Pfeffer in Tübingen, bij wie hij in 1883 de habilitatie behaalde en van wie hij assistent werd. In 1887 werd hij benoemd tot hoogleraar in Basel. In 1898 nam hij een leerstoel aan de universiteit van Halle aan en in 1907 volgde hij de overleden Ernst Hugo Heinrich Pfitzer  op in Heidelberg.
Klebs bestudeerde vooral de fysiologie van plantencellen, de groei en voortplanting van lagere planten (algen, schimmels), en de invloed van externe factoren (licht, vochtigheid, zuurstof, temperatuur...) op de ontwikkeling van planten. 
Hij is de wetenschappelijke auteur van talrijke taxa, waaronder de algengeslachten Phytodinium met het holotype Phytodinium simplex en  Gloeodinium met het holotype Gloeodinium montanum (tegenwoordig beschouwd als een taxonomisch synoniem van Rufusiella insignis (Hassall) A.R.Loeblich).
Zijn vrouw Luise (geboren Sigwart) was egyptologe en zijn broer Elimar historicus in Marburg.

## Eponymie
Het bacteriëngeslacht Klebsiella Pascher (1931) en de algengeslachten Klebsimastix B.V. Skvortzov (1969), Klebsina P.C. Silva (1970) en Klebsormidium P.C. Silva, K.R. Mattox & W.H. Blackwell Jr. (1972) zijn naar hem genoemd.